# Хурганов, Хобрак Дылгырович
Хобра́к Дылгы́рович Хурга́нов — бригадир полеводческой бригады колхоза имени Ленина Курумканского района Бурятии, Герой Социалистического Труда.

## Биография
Родился в 1908 году в улусе Этхито (территория современного Курумканского района Бурятии). В начале 1930-х годов вступил  в колхоз, где трудился на разных работах, потом работал секретарем в Дыренском сельском Совете.
В начале Великой Отечественной войны был мобилизован в Красную Армию. После войны вернулся в родной колхоз. Был назначен бригадиром полеводческой бригады. На этой должности внес большое личное участие в  повышение урожайности зерновых культур.
В 1947 году колхоз получил урожай зерна, в два раза больше от плана. В этот успех значительный вклад внесла полеводческая бригада Хобрака Хурганова.
В 1948 году Указом Президиума Верховного Совета СССР за достигнутые результаты в выращивании зерновых Хобраку Дылгыровичу Хурганову было присвоено звание Героя Социалистического Труда.

## Награды и звания
- Герой Социалистического Труда (1948)
- Орден Ленина (1948)

## Память
- В селе Курумкан установлен бюст Х. Хурганову[2].